# Економіка Чорногорії
Чорногорія — країна з перехідною економікою. Країна спеціалізується головним чином на вирощуванні кукурудзи, рибальстві і сироварінні. Тютюн залишається головною товарною культурою, хоча в більш родючих долинах вирощується також бавовна. Провідні галузі промисловості — деревообробна галузь, суднобудування, виробництво будівельних матеріалів і переробка тютюну. Крім того, в Чорногорії велика увага приділяється розвитку туризму, електрифікації, будівництва залізниць і автомобільних доріг. У зв'язку з падінням курсу динара уряд Чорногорії в 1999 ввів як паралельний платіжний засіб німецьку марку, з 13 листопада 2000 було заборонено ходіння югославського динара, і марка залишилася єдиною грошовою одиницею республіки. З 1 січня 2002 має ходіння євро.
Економіка значною мірою спирається на туризм і експорт дорогоцінних металів.

Прапор Чорногорії

Герб Чорногорії

Чорногорія

## Історія

### Ранній період
Індустріалізація в країні, в той час ще Князівстві Чорногорія, почалася тільки на початку XX століття. Причиною цього були мале населення, відсутність великих родовищ копалин, слабка інфраструктура. Однак економічне відставання мало позитивні наслідки — екологія Чорногорії не була зіпсована промисловими відходами. Перші фабрики з'явилися в країні в першому десятилітті XX століття. Однак зростання промисловості було перервано Балканськими війнами, Першою і Другою світовими війнами. У перерві між світовими війнами сільське господарство зберегло своє домінуюче становище в національній економіці.

### У складі Югославії
Бурхливе зростання економіки почалося тільки після Другої світової війни, коли Чорногорія стала частиною Югославії. Країна переживала період швидкої урбанізації та індустріалізації. Індустріальний сектор базувався на виробництві електроенергії, чорної металургії, видобутку вугілля. Наприкінці 1980-х рр. розвиток отримали міжнародне судноплавство і особливо туризм.

### Після 1991 року
Втрата ринків і споживачів, що пішла за розпадом Югославії, привела до спаду в промисловості тому, що виробництво падало, а програма приватизації, розпочата в 1989 році була перервана. Розпад югославського ринку і введення в травні 1992 року економічних санкцій ООН викликали найбільшу з часів Другої світової війни економічну і фінансову кризу в Чорногорії. У 1993 році 2/3 чорногорців жили за межею бідності. Фінансові втрати від введення санкцій ООН приблизно рівні $ 6,39 млрд. Цей період ознаменувався гіперінфляцією, яка стала другою за силою за всю історію людства (3 млн відсотків у січні 1994).
Завдяки особливостям географічного положення (Чорногорія має вихід до Адріатичного моря і водний кордон з Албанією по Скадарському озеру) країна стала центром діяльності контрабандистів. Виробництво в Чорногорії майже повністю зупинилося, і основна економічна активність в республіці зосередилася навколо контрабанди продуктів першої необхідності, ціни на які різко злетіли.

### Вихід із союзу з Сербією
У 1997 році Міло Джуканович очолив ДПС і почав проводити політику відділення від Сербії. Уряд Чорногорії затвердив одночасне ходіння німецької марки і сербського динара як платіжного засобу під приводом боротьби з інфляцією. У 2000 році марка була затверджена єдиною валютою Чорногорії, а в 2002 республіка перейшла на євро. Крім того чорногорський уряд вимагав від федерального уряду передати йому всю економічну владу в Чорногорії. Все це призвело до утворення Сербії і Чорногорії — конфедерації двох республік, в якій уряд Чорногорії отримав істотно більшу економічну свободу.
За цим пішло проведення приватизації, реформа законодавства, запровадження ПДВ. Уряд представив середньостроковий план розвитку економіки. Незважаючи на вжиті заходи, рівень життя в республіці за той період кардинально не змінився. Чорногорський уряд на чолі з Джукановичем покладав провину за повільний розвиток на Сербію. Їх аргументами було те, що в Сербії зовнішній борг був на третину вище, ніж у Чорногорії, а безробіття в Чорногорії була набагато нижче. Крім того, продовжуються розгляди між урядом Сербії і Гаазьким трибуналом, а також невирішеність косовського питання знижували привабливість Чорногорії для інвесторів і перешкоджали її вступу до ЄС і НАТО.
21 травня 2006 був проведений референдум, за яким Чорногорія отримала незалежність.

### Період незалежності
Після здобуття незалежності Чорногорія продовжила переорієнтацію економіки на туристичну діяльність, прагнучи стати елітним курортним центром і увійти до Європейського Союзу. Були зроблені зусилля по залученню іноземних інвестицій в туристичну сферу, а також у розвиток інфраструктури, без чого неможливий розвиток туризму.
У 2006–2007 рр. в Чорногорії пройшов бум попиту на нерухомість. Багато європейців купували нерухомість на узбережжі країни. У 2008 році в Чорногорію надійшло більше інвестицій на душу населення, ніж в будь-яку європейську країну. В останні роки Чорногорія показувала дуже високі темпи зростання. Проте, фінансова криза призвела до падіння темпів зростання економіки і навіть до рецесії: зменшилися інвестиції, скоротилося число відпочиваючих, промисловість також зазнавала серйозних труднощів.
18 листопада 2011 була укладена Угода про зону вільної торгівлі з Україною, що запрацювала з 1 січня 2013 року.
У 2012 Чорногорія розпочала переговори про вступ до ЄС. Для того, щоб відповідати умовам, встановленим Радою Європи, Чорногорія повинна робити подальші кроки по боротьбі з корупцією та організованою злочинністю, безробіттям і регіональними відмінностями у вирішенні найважливіших політичних і економічних проблем.
Світова фінансова криза зробила сильний негативний вплив на економіку, у зв'язку з триваючою кредитною кризою, спадом в секторі нерухомості і падіння експорту алюмінію.

## Промисловість
Розвиток промисловості Чорногорії сильно сповільнилося наприкінці 1990-х рр. минулого століття, коли міжнародна політика вилилася в економічні санкції проти Югославії.
Основу економіки Чорногорії становили чорна металургія (центр — Никшич), виробництво алюмінію (Подгориця), електротехнічна промисловість (Цетинє), хімічна промисловість і виробництво підшипників (Котор), текстильна промисловість (Бієло-Полє), суднобудування і судноремонт (Біела, Бар), легка і харчова промисловість (Никшич, Бар), деревообробна промисловість (Рожає, Беране, Плевля, Никшич). Найважливішими корисними копалинами є боксити, залізна руда і вугілля. Основна промислова діяльність пов'язана з вирощуванням тютюну, видобутком солі і виробництвом алюмінію.
Електроенергію для промислових потреб виробляють три електростанції: дві з них акумулюють гідроенергію і одна — теплову.

## Сільське господарство
Великі площі родючих земель сприяли активному розвитку сільськогосподарського напрямку. Сьогодні економіку Чорногорії значно зміцнює екологічно чисте овочівництво (огірки, томати, перець) і вирощування плодових культур (яблука, сливи, цитрусові, маслини). Окремою галуззю економіки можна вважати виноробство, особливо розвинене в центральних і приморських районах Чорногорії. Крім цього, далеко за межами країни цінується якість чорногорського тютюну, який вирощується практично повсюдно в промислових масштабах.

## Туризм

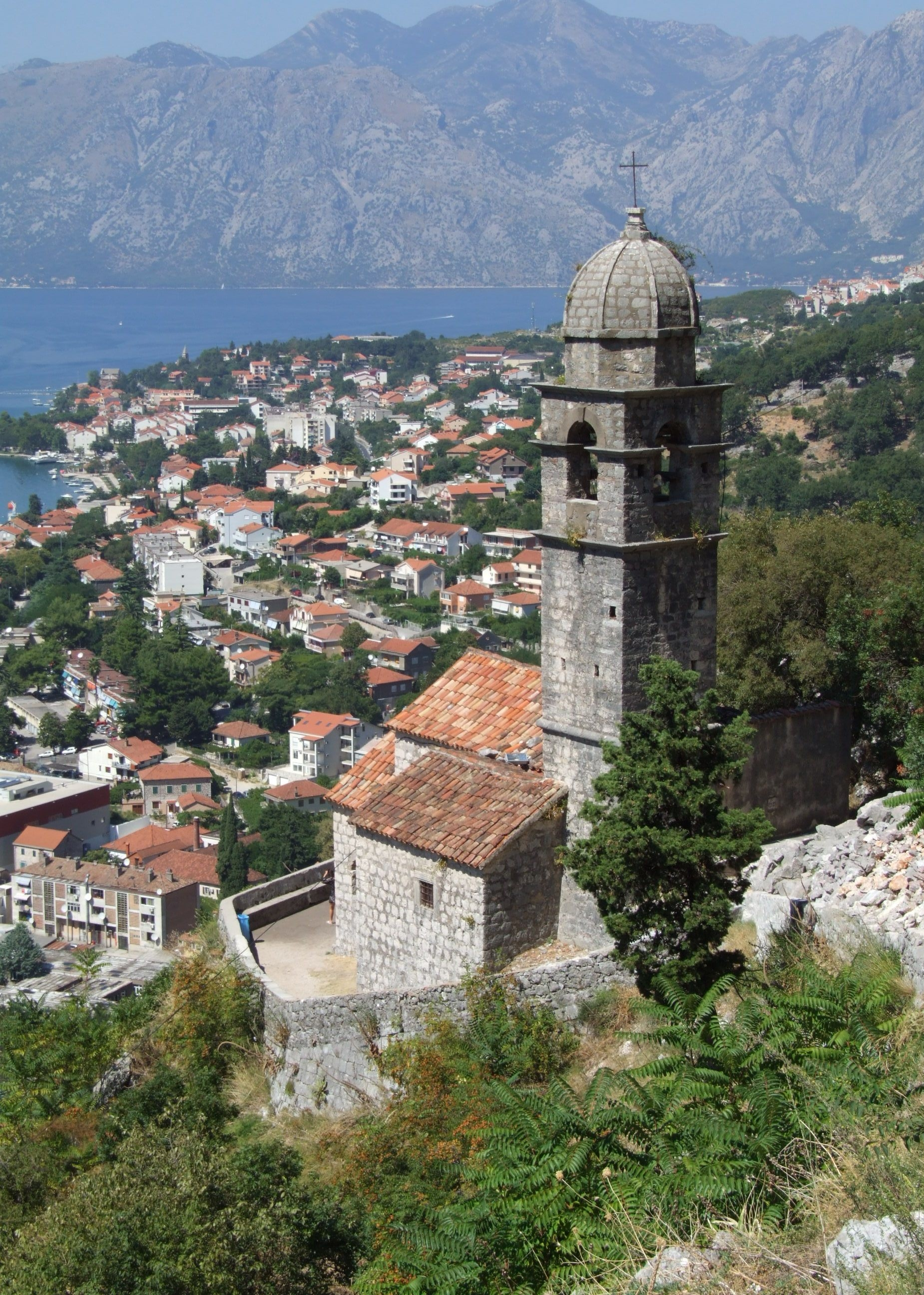
Церква св. Богоматері (Котор)

Майже всі види економічної діяльності в Чорногорії спрямовані на сприяння розвитку туризму. Уряд прагне залучити інвестиції в нові проекти на нерозвинених частинах таких узбережь, як Jaz Beach, Velika Plaža, Ada Bojana і Buljarica.Такі інвестиції можуть потенційно змінити привабливість Чорногорії для туристів, що робить його досить конкурентоспроможними місцем для сталого туризму.
Досить популярні міжнародні курорти в містах Херцег-Нові, Будва, Бечич, Петровац, а також історичні та природні пам'ятки — місто Котор на березі Которської затоки, колишня столиця Цетинє, Скадарське озеро, гора Ловчен, високогірний монастир Острог, каньйон річки Тари (найбільший в Європі і друге в світі: його глибина сягає 1300 м), національний парк Дурмітор і його гірськолижний курорт Жабляк (1465 метрів над рівнем моря, це найвисокогірніше місто на Балканах). Політика держави націлена на всебічний розвиток туристичної сфери, їй відданий пріоритет перед промисловістю та сільським господарством. Про це, зокрема, говорить проголошення Чорногорії «екологічною державою».
Найбільшою проблемою туризму в Чорногорії є відсутність належної інфраструктури, в першу чергу застарілі дорожньої мережі та труднощі з водою й електрикою в прибережній зоні. З цієї причини, основні інвестиції уряду йдуть на будування нових доріг та реконструкцію поточної дорожньої інфраструктури
У 2007 році більше мільйона туристів відвідали Чорногорію. Це становить близько 480 мільйонів євро доходу від туризму у 2007 році (на 39 % більше в порівнянні з попереднім роком)

## Фінанси
Як національну валюту Чорногорія в односторонньому порядку ввела євро. Однак, не будучи членом єврозони, країна не має права емітувати євро і змушена задовольнятися грошовими коштами, які надходять з-за кордону (зокрема, від іноземних туристів). У цих умовах Центральний банк країни змушений йти в руслі політики ЄЦБ.
У Подгориці знаходиться чорногорська фондова біржа.
Економіка Чорногорії головним чином заснована на обслуговуванні і знаходиться в останньому переході до ринкової економіки. Згідно Міжнародному валютному фонду, номінальний ВВП Чорногорії становив $ 4,822 мільярда в 2008. ВВП на 2008 становив $ 6 944 000 000, або 11 111 $ на душу населення.

## Транспорт
Транспортна система Чорногорії ґрунтується на морському порту в Барі і залізниці Бар-Підгірці-Белград, за якою товари доставляються до Сербії і далі в центральну Європу. Морський флот Чорногорії складається з понад 40 судів. У Чорногорії 2 міжнародних аеропорти: Подгориця і Тіват.
По території Чорногорії проходить ряд трансєвропейських магістралей: E65, E80, E762, E763, E851. У країні є 6 аеропортів, з яких 2 міжнародні (ПіТранспортна система Чорногорії ґрунтується на морському порту в Барі і залізниці Бар-Підгірці-Белград, за якою товари доставляються до Сербії і далі в центральну Європу. Морський флот Чорногорії складається з понад 40 судів. У Чорногорії 2 міжнародних аеропорти: Подгориця і Тіват.дгірці, Тіват). Столиця з'єднана залізничним сполученням з Белградом і Шкодер.

## Основні економічні показники
| Статистика                           | |
| ------------------------------------ | --- |
| Валюта                               | Євро (EUR)                                                                                           |
| ВВП на душу населення по ППС         | 11 200 $ (2011)                                                                                      |
| Інфляція                             | 3,4 % (2007)                                                                                         |
| Населення за межею бідності          | 7 % (2007)                                                                                           |
| Рівень безробіття                    | 20,3 % (2009)                                                                                        |
| Економічно активне населення         | 259 100 (2004)                                                                                       |
| Індекс розвитку людського потенціалу | 49-е місце (2010)                                                                                    |
| Основні галузі промисловості         | чорна, кольорова металургія, електронна промисловість, харчова промисловість, суднобудування, туризм |
| Зовнішня торгівля                    | |
| Експорт                              | 599 020 000 $ (2007)                                                                                 |
| Партнери по експорту                 | Сербія (28,3 %), Італія (27,4 %), Греція (12,3 %), Угорщина (11,6 %) (2006)                          |
| Імпорт                               | 2 134 380 000 € (2007)                                                                               |
| Партнери по імпорту                  | Сербія (29,9 %), Німеччина (10 %), Італія (9,8 %), Хорватія (3,9 %), (2006)                          |
| Державні фінанси                     | |
| Державний борг                       | 38,0 % ВВП (2006)                                                                                    |
| Зовнішній борг                       | $ 650 млн (2006)                                                                                     |